# Folland FO.108
Die Folland FO.108 (auch Folland 43/37) war ein dreisitziges, einmotoriges Versuchsflugzeug zur Triebwerkserprobung des britischen Herstellers Folland Aircraft. Es konnten Triebwerke bis etwa 3000 PS (2200 kW) erprobt werden. Die Maschine in Tiefdeckerauslegung verfügte über ein starres Fahrwerk und ein konventionelles Leitwerk. Der freitragende Flügel war aus Holz gefertigt und mit Sperrholz beplankt. Der Rumpf war aus Leichtmetall in Halbschalenbauweise gefertigt. Es war die erste eigene Entwicklung der Firma Folland.
Henry Folland konstruierte diesen  Versuchsträger gemäß der  Spezifikation 43/37 des DTD/AM (Director of Technical Development / Air Ministry) unter der Vertrags-Nr. 953635/38 vom 5. Oktober 1938.  Im Jahr 1940 wurden insgesamt zwölf Exemplare mit den RAF-Seriennummern P1774 bis P1785 gebaut. Um einen einfachen Triebwerkswechsel zu ermöglichen,  befand sich vor dem Cockpit eine Adapterplatte, an der auch die benötigten Zusatzaggregate befestigt werden konnten. Für zwei Beobachter zur Erfassung der Triebwerksleistungswerte waren hinter dem Piloten Sitze vorgesehen. Mit den Maschinen wurden bis 1945 zahlreiche Testflüge unternommen. Zum Einbau kamen dabei Bristol Hercules, Bristol Centaurus, Napier Sabre und Rolls-Royce Griffon.

## Verbleib
- P1774 mit einem Napier Sabre II oder mit einem Britol Centaurus IV: Der Prototyp machte am 9. August 1942 seinen Erstflug mit dem Napier Sabre Triebwerk No, S. 944 zusammen mit einem neuen Kühlregulierungssystem, welches für die Installation in die Blackburn Firebrand vorgesehen war. Am 14. September 1944 ging der Versuchsträger zu Bruch, und die Erprobung wurde am 18. September 1944 ohne weitere Forderungen nach insgesamt 287 Flugstunden gestrichen.
- P1775 mit den Triebwerken Bristol Hercules VIII oder Centaurus IV: Der Prototyp flog erstmals am 4. Mai 1942 und war vorwiegend für Tests mit dem Bristol Hercules III Triebwerk vorgesehen. Dieses Triebwerk sollte für große Höhen in die Vickers Wellington Mk.V  eingebaut werden. Nachdem Bristol die Entwicklung des Hercules VIII einstellte, wurde danach geprüft, ob die Installation eines Bristol Centaurus möglich wäre. Dieses Vorhaben ist aber nicht dokumentiert. Es sollen aber zwischen dem 15. August 1943 und 20. Juli 1944 insgesamt 47,5 Flugstunden mit einem Centaurus-Triebwerk und einem Rotol-Propeller bei der RAE (Royal Aircraft Establishment) durchgeführt worden sein. Dieser Versuchsträger ging am 18. September 1944 zu Bruch und ist am 21. September 1944 ohne weitere Forderungen des DTD aus dem Programm gestrichen worden.
- P 1776 mit Napier Sabre I oder Bristol Centaurus I: Der Versuchsträger wurde am 29. März 1942 an Napier & Son Ltd. in Luton geliefert und dort mit einem Bristol Hercules ausgerüstet, ist aber kurz darauf durch einen Napier Sabre I mit einem de-Havilland-Propeller ersetzt worden. Die Tests waren im Juni 1943 abgeschlossen. Der Prototyp wurde bei Bodentestläufen am 1. März 1944 durch Brand schwer beschädigt. Am 28. August 1944 erfolgte die Streichung der Forderung.[3]

## Technische Daten
| Kenngröße            | Daten    |
| -------------------- | -------- |
| Länge                | 13,26 m  |
| Höhe                 | 4,95 m   |
| Spannweite           | 17,68 m  |
| Flügelfläche         | 54,65 m² |
| Startmasse (typisch) | 6810 kg  |

Die Flugleistungsdaten waren vom verwendeten Motor abhängig.
| Triebwerk            | Höchstgeschwindigkeit   | Reisegeschwindigkeit    |
| -------------------- | ----------------------- | ----------------------- |
| Napier Sabre I       | 428 km/h in 4755 m Höhe | 394 km/h in 1220 m Höhe |
| Bristol Hercules III | 407 km/h in 3355 m Höhe | 381 km/h in 4265 m Höhe |
| Bristol Centaurus IV | 470 km/h in 4570 m Höhe | 430 km/h in 3960 m Höhe |